# Стенфорд (Нью-Йорк)
Стенфорд (англ. Stanford) — місто (англ. town) в США, в окрузі Дачесс штату Нью-Йорк. Населення — 3682 особи (2020).

## Демографія
Згідно з переписом 2010 року, у місті мешкали 3823 особи в 1496 домогосподарствах у складі 998 родин. Було 1913 помешкання
Расовий склад населення:
| - 93,8 % — білих - 1,8 % — чорних або афроамериканців - 1,0 % — азіатів - 0,3 % — корінних американців - 0,1 % — вихідців з тихоокеанських островів - 1,3 % — осіб інших рас |

До двох чи більше рас належало 1,7 %. Частка іспаномовних становила 5,7 % від усіх жителів.
За віковим діапазоном населення розподілялося таким чином: 22,3 % — особи молодші 18 років, 63,9 % — особи у віці 18—64 років, 13,8 % — особи у віці 65 років та старші. Медіана віку мешканця становила 44,6 року. На 100 осіб жіночої статі у місті припадало 101,0 чоловіків; на 100 жінок у віці від 18 років та старших — 99,4 чоловіків також старших 18 років.
Середній дохід на одне домашнє господарство становив 126 290 доларів США (медіана — 85 536), а середній дохід на одну сім'ю — 143 999 доларів (медіана — 115 764). Медіана доходів становила 60 787 доларів для чоловіків та 61 250 доларів для жінок. За межею бідності перебувало 6,3 % осіб, у тому числі 6,9 % дітей у віці до 18 років та 2,4 % осіб у віці 65 років та старших.
Цивільне працевлаштоване населення становило 2112 осіб. Основні галузі зайнятості: освіта, охорона здоров'я та соціальна допомога — 30,8 %, будівництво — 13,1 %, науковці, спеціалісти, менеджери — 9,8 %, транспорт — 7,1 %.